# Hermetia tincta
Hermetia tincta är en tvåvingeart som först beskrevs av Walker 1851.  Hermetia tincta ingår i släktet Hermetia och familjen vapenflugor.
Artens utbredningsområde är Colombia. Inga underarter finns listade i Catalogue of Life.